# A Hunka Hunka Burns in Love
«A Hunka Hunka Burns in Love» (укр. «Бернс закохався») — четверта серія тринадцятого сезону мультсеріалу «Сімпсони», прем'єра якої відбулась 2 грудня 2001 у США на телеканалі «Fox».
Серія присвячена пам'яті музиканта Джорджа Гаррісона, який помер за 3 дні до того у віці 58 років.

## Сюжет
Сімпсони їдуть на машині до китайського кварталу, і Гомер згадує, що знає один чудовий ресторан, і везе туди усю родину. Щоправда ресторан є цілковито «м'ясний», і Гомер, Мардж, Барт та Меґґі охоче беруть собі м'яса, але Ліса відмовляється. Раптом до родини підходить офіціант]] і пропонує печиво з папірцем-пророцтвом на цей день. Усі пророцтва не подобаються Гомеру, тому він йде скаржитися менеджеру. Менеджер пропонує Гомеру працювати над пророцтвами, і Гомер погоджується.
Якось печиво з пророцтвом попадає до Бернса, який не може його відкрити. Смізерс йому допомагає, і Бернс вичитує у пророцтві, що знайде кохання у день прапора (того дня). Повний радості, Монті бере Смізерса та вирушає у усі нічні клуби, щоб познайомитися з жінками. Він також відвідує зібрання багатіїв, де зустрічається з Моральною дамочкою, але її забирає Скрудж, Шелбівільський багатій. Монті також йде у стриптиз-бар, але й там йому не щастить. Коли він виходить, то бачить жінку-поліцейську, що виписує йому штраф, але побачивши її красу закохується і пропонує їй побачення. Дівчина погоджується, і Бернс бігає і кричить по вулицях від радості.
Бернс та його дівчина Ґлорія відбувають побачення, де ходять у парк розваг, де Ґлорія йому розповідає, що хоч Бернсу 104, він складає пальці, дивно сміється і каже чудесно, вони не підходять один одному, і тому вона вирішує покинути Монті. Бернс дорогою додому зустрічає Гомера і просить його за збільшення зарплатні допомагати йому з відносинами з Ґлорією. Гомер зазвичай має підтримувати здоров'я Бернса, стимулюючи його серце або даючи уколи для продовження життя. Справи Монті і Ґлорії йдуть наверх, вони збираються одружуватися, але Монті раптом викудує дивну рідину, що забезпечує бадьорість. Гомер її куштує і йому неабияк хочеться кохатись з Мардж — вони займаються сексом протягом 11 годин.
Бернс, Ґлорія та Гомер йдуть у боулінг-клуб, де Бернс освідчується і Ґлорія збирається за нього вийти. Раптом входить Гадюка, і краде Гомера та Ґлорію, бо Ґлорія — його колишня.
Гадюка привозить Гомера та Ґлорію до себе до сховки, де прив'язує їх. Гадюка говорить Ґлорієї, що може змінитися, однак Ґлорія йому не пробачає постійні крадіжки та ув'язнення. Бернс думає, що Гомер вкрав Ґлорію і йде у поліцію, де Віггам викликає взвод поліції та привозить Бернса до сховки Гадюки. Поки Гадюку намагаються застрілити, Гомер підходить до каміна та спалює собі шнури, якими він був зв'язаний. Однак, вогонь перекидається на його одяг, через що виникає пожежа. Гомер та Гадюка вибігають з будинку та гасять на собі вогонь, але Ґлорія лишається всередині. Бернс вирішує її врятувати, але коли входить, то сам задихається і Ґлорія його виносить. Після цього вона вирішує лишатися з Гадюкою, і чекатиме до його повернення з в'язниці. Бернс із Сімпсонами йдуть додому.